# Stephen Billington
Pour les articles homonymes, voir Billington.
 (mars 2022).
La mise en forme du texte ne suit pas les recommandations de Wikipédia : il faut le « wikifier ».
Les points d'amélioration suivants sont les cas les plus fréquents. Le détail des points à revoir est peut-être précisé sur la page de discussion.
- Les titres sont pré-formatés par le logiciel. Ils ne sont ni en capitales, ni en gras.
- Le texte ne doit pas être écrit en capitales (les noms de famille non plus), ni en gras, ni en italique, ni en « petit »…
- Le gras n'est utilisé que pour surligner le titre de l'article dans l'introduction, une seule fois.
- L'italique est rarement utilisé : mots en langue étrangère, titres d'œuvres, noms de bateaux, etc.
- Les citations ne sont pas en italique mais en corps de texte normal. Elles sont entourées par des guillemets français : « et ».
- Les listes à puces sont à éviter, des paragraphes rédigés étant largement préférés. Les tableaux sont à réserver à la présentation de données structurées (résultats, etc.).
- Les appels de note de bas de page (petits chiffres en exposant, introduits par l'outil «  Source ») sont à placer entre la fin de phrase et le point final[comme ça].
- Les liens internes (vers d'autres articles de Wikipédia) sont à choisir avec parcimonie. Créez des liens vers des articles approfondissant le sujet. Les termes génériques sans rapport avec le sujet sont à éviter, ainsi que les répétitions de liens vers un même terme.
- Les liens externes sont à placer uniquement dans une section « Liens externes », à la fin de l'article. Ces liens sont à choisir avec parcimonie suivant les règles définies. Si un lien sert de source à l'article, son insertion dans le texte est à faire par les notes de bas de page.
- La présentation des références doit suivre les conventions bibliographiques. Il est recommandé d'utiliser les modèles {{Ouvrage}}, {{Chapitre}}, {{Article}}, {{Lien web}} et/ou {{Bibliographie}}. Le mode d'édition visuel peut mettre en forme automatiquement les références.
- Insérer une infobox (cadre d'informations à droite) n'est pas obligatoire pour parachever la mise en page.

Pour une aide détaillée, merci de consulter Aide:Wikification.
Si vous pensez que ces points ont été résolus, vous pouvez retirer ce bandeau et améliorer la mise en forme d'un autre article.
Stephen Billington, né le 10 décembre 1969 est un acteur anglais, surtout connu pour avoir joué Greg Kelly dans Coronation Street (pour lequel il remporte le British Soap Award 1999 du méchant de l'année).

## Biographie
Né à Farnworth dans le Lancashire, Billington se forme au Drama Centre London (en) et n'est pas connu lorsqu'il est choisi lors d'une audition pour jouer le rôle principal de Lysander Hawkley dans The Man Who Made Husbands Jealous (1997). Il travaille ensuite avec de nombreux réalisateurs de premier plan, dont Peter Greenaway, Franco Zeffirelli et Mel Gibson.
En parallèle, il enseigne actuellement à la London School of Dramatic Art, au Drama Centre London, au Method Studio, Londres, et au City Literary Institute.

## Filmographie

### Cinéma

#### Court métrage
- 2007 : The Un-Gone : Julian Salinger

#### Longs métrages
- 1995 : Braveheart : Phillip
- 2002 : Resident Evil : Mr. White
- 2002 : Callas Forever : Brendan
- 2003 : Dracula II : Ascension : Dracula II
- 2004 : The Tulse Luper Suitcases, Part 3: From Sark to the Finish : Tulse Luper
- 2005 : The Prophecy: Uprising : Ion
- 2005 : Dracula III : Legacy : Dracula II
- 2005 : A Life in Suitcases : Tulse Luper
- 2007 : Northern Cowboys : Deano
- 2007 : Oh Happy Day : David
- 2007 : Exitz : Theo
- 2010 : Exorcismus : Christopher
- 2015 : Lake Placid vs. Anaconda : Beach
- 2015 : Angel : Blunt

### Télévision
- 1994 : Space Precinct : Ross
- 1995 : The Buccaneers : Lieutenant James
- 1995 : Out of the Blue : P.C. Alex Holder
- 1997 : The Man Who Made Husbands Jealous : Lysander Hawkley
- 1997 : Rules of Engagement : Gary
- 1998 : Jonathan Creek : Neville Bruce
- 1998–1999 : Coronation Street : Greg Kelly
- 1999 : Highlander: The Raven : Derrick Markham
- 2001 : Queen of Swords : Bernardo
- 2001 : Relic Hunter : Palmer
- 2002 : Inquisition : The healer / prisoner
- 2002 : Young Arthur : Lord Vortigen
- 2006–2013 : Doctors : Dutch / Colin Tierney
- 2010 : Casualty : Edward Thurlow / Edward Furlow
- 2013 : Invasion Roswell : Burkis
- 2013–2014 : Hollyoaks : Danny Lomax
- 2017 : Armchair Detectives : DI Knight

## Distinctions
- British Soap Awards : Méchant de l'année 1999 pour Coronation Street